# Tenuipedium
Tenuipedium is een geslacht van kreeftachtigen uit de klasse van de Malacostraca (hogere kreeftachtigen).

## Soort
- Tenuipedium palaemonoides (Holthuis, 1950)